# Morten Moldskred
Morten Opsahl Moldskred (Ulsteinvik, 13 juni 1980) is een profvoetballer uit Noorwegen, die speelt als aanvallende middenvelder. Hij staat sinds het seizoen 2011-2012 onder contract bij de Deense club Aarhus GF.

## Interlandcarrière
Onder leiding van bondscoach Egil Olsen maakte Moldskred zijn debuut voor de nationale ploeg van Noorwegen op 5 september 2009 in de WK-kwalificatiewedstrijd tegen IJsland (1-1). Moldskred viel in dat duel na 87 minuten in voor doelpuntenmaker John Arne Riise. Zijn eerste interlandtreffer maakte hij op 3 maart 2010 in de met 1-0 gewonnen oefenwedstrijd tegen Slowakije.

## Erelijst
Rosenborg BK
- Noors landskampioen

2010